# 김형열
김형열(1964년 2월 20일 ~ )은 대한민국의 축구 감독이다.

## 지도자 경력
김형열은 경기도 안양시에서 태어나 안양중학교, 안양공업고등학교, 국민대학교를 졸업하고 2001년 국민은행 축구단에서 감독으로 지도자 생활을 시작했다. 팀의 전기리그 정상에 올려놓았고 후반기에는 통합리그 우승컵을 이끌어 냈으며, 그에 힘입어 2003년 대한축구협회로부터 최우수지도자상을 받기도 했다.
2004년 전북 현대 모터스의 수석코치로 부임하였으며, 2005년 6월에 조윤환 감독이 성적 부진으로 사퇴하자 최강희가 후임으로 영입되기 전까지 감독 대행을 맡았다. 2006년 성남 일화의 코치로 자리를 옮겨 김학범 감독을 보좌하며 총 두 차례 K리그 우승과 아시아 챔피언스 리그 4강 진출을 이끌어내며 지도력을 인정받았다.
이후 2010년 중국 허난 젠예의 수석코치를 맡으며 다시 한번 김학범 감독을 보좌하였으며, 2012년 강원 FC의 수석코치로서 또다시 김학범 감독을 보좌하였다.
2015년부터 가톨릭관동대학교 축구부 감독을 맡으면서 U리그 1권역에서 2016 시즌 우승, 2017시즌 준우승, 2018 시즌 우승을 기록하는 등 강원 권역의 최강자로 이끌었으며, 또한 2018년 2월 제54회 춘계대학축구연맹전에서는 강호 연세대학교를 5-1로 꺾은 데 이어 중앙대, 수원대, 광주대 등 강팀들을 차례로 누르고 4강에 진출하는 파란을 일으키기도 하였다.
2019 시즌을 앞두고 고정운 감독의 후임으로 FC 안양의 감독으로 부임하였으나, 성적 부진으로 2020 시즌 후 계약 만료로 물러났다.